# Nella città eterna
Nella città eterna è un film muto italiano del 1916 diretto da Gennaro Righelli.